# Richard Waldegrave
Sir Richard Waldegrave, né vers 1338 et mort le 2 mai 1410, est un soldat et parlementaire anglais.

## Biographie
Son père éponyme est député du Lincolnshire au parlement de 1335, et meurt lorsque Richard n'est âgé que de quelques mois. Ce dernier hérite, à sa majorité, des terres de son père, puis également de terres de la famille Waldegrave dans le Northamptonshire. En 1363 il épouse Joan, veuve de Sir Robert Bures et propriétaire de plusieurs manoirs et de terres dans le Suffolk et dans l'Essex. Le couple s'installe à Smallbridge Hall dans le Suffolk.
Richard Waldegrave se met au service de William de Bohun, comte de Northampton, et l'accompagne à la guerre en France en 1360 durant la guerre de Cent Ans. Le comte William meurt l'année suivante, et Richard Waldegrave demeure au service de son fils, Humphrey. En 1365, aux côtés de ce dernier, il prend part à la croisade d'Alexandrie contre les Turcs. Il est fait chevalier cette même année. En 1369 il prend part à l'expédition contre la France menée par le duc de Lancastre. En 1372, il participe, dans l'entourage de Humphrey de Bohun, à l'assaut anglais contre La Rochelle.
Il est élu une première fois député du Suffolk à la Chambre des communes du Parlement d'Angleterre en 1376, puis réélu à onze reprises, sa dernière élection étant en janvier 1390. Il réchappe de la Révolte des paysans en 1381 sans pertes importantes, malgré des menaces de mort à son endroit. En novembre de cette même année, il est élu président de la Chambre des communes. Il demande en vain à récuser cette fonction, dont il ne veut pas, et tente donc de la mener à bien. Certains députés souhaitant abroger les concessions faites par le roi Richard II aux rebelles, Waldegrave présente son analyse des causes de la révolte : il en impute la faute non seulement aux défauts du gouvernement mais aussi aux administrateurs locaaux dans les campagnes qui abusent de leur autorité et constituent un frein à la justice. 
Au cours des mois qui suivent, toutefois, il se rapproche des partisans du roi. À l'été 1385 il prend part à l'expédition militaire que mène personnellement et sans succès Richard II contre le royaume d'Écosse. En 1388, lorsque les Lords Appellant (opposants au roi) ont pris le contrôle du gouvernement, le « Parlement impitoyable » fait notamment exécuter Sir Nicholas Brembre, maire de Londres, très proche du roi et ami de Waldegrave. Ce dernier a toutefois également des amis au nouveau gouvernement, dont l'évêque Thomas Arundel et Richard FitzAlan, comte d'Arundel. En novembre 1393, il est nommé au Conseil du Roi, et devient un temps l'un des proches du monarque.
Il se désolidarise toutefois de la dérive autocratique de Richard II, et des exactions que ce dernier commet lorsqu'il retrouve un réel pouvoir. En novembre 1397, c'est Richard Waldegrave qui obtient que soient pardonnés tous les actes « de trahison, d'insurrection ou de conspiration » commis par les participants au gouvernement déchu des Lords Appellant. Le même jour, il obtient de ne plus siéger au Conseil du Roi. Il se retire de la vie publique, et meurt en 1410.